# Bugøynes
Bugøynesⓘ (nordsamisch Buođggát oder Buođggák; kvenisch Pykeijä) ist ein Fischerdorf in der norwegischen Kommune Sør-Varanger in der Provinz (Fylke) Finnmark. Im Jahr 2023 lebten 183 Personen in Bugøynes.

## Geografie
Bugøynes liegt im Norden der Kommune Sør-Varanger an der Südküste des Varangerfjords, der zur Barentssee gehört. Auf der gegenüberliegenden Fjordseite liegt die Stadt Vadsø. Der Verwaltungssitz von Sør-Varanger, die Stadt Kirkenes, liegt rund 100 Straßenkilometer weiter südöstlich. Im Osten von Bugøynes liegt die Insel Bugøya.

## Geschichte und Wirtschaft
Mitte des 19. Jahrhunderts siedelten sich in Bugøynes Einwanderer aus Nordfinnland an, wo zu dieser Zeit eine Hungersnot herrschte. Im Jahr 1875 waren von den 259 Einwohnern des Ortes 241 finnischstämmig. Der Ort erhielt in der Folge den norwegischen Beinamen Lille Finland sowie den finnischen Beinamen Pikku-Suomi (deutsch Klein-Finnland). Als einer von nur wenigen Orten in der Finnmark wurde Bugøynes während des Zweiten Weltkriegs beim Rückzug der deutschen Truppen nicht zerstört, so dass auch heute noch ältere Gebäude bestehen.

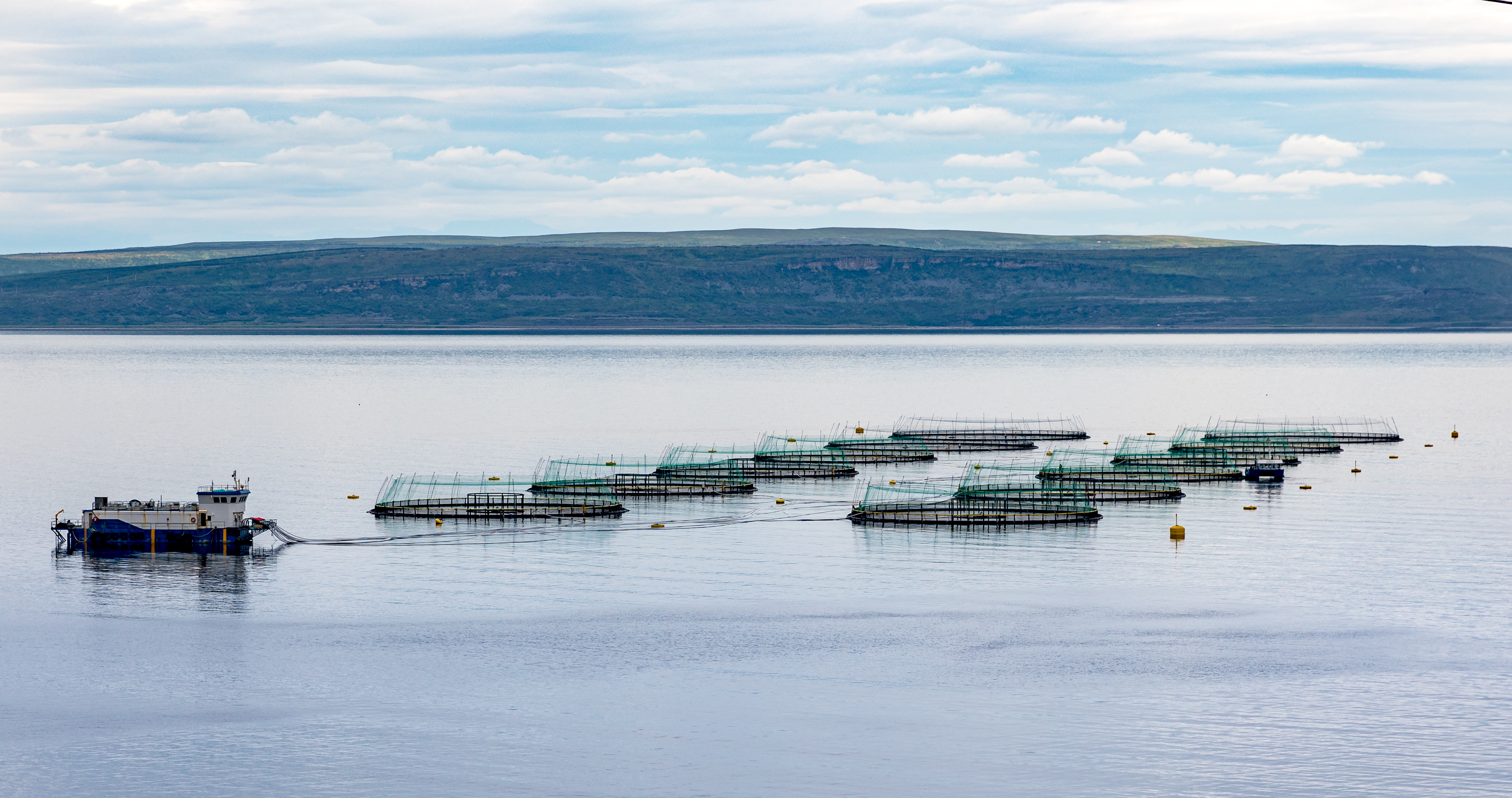
Fischzucht in Bugøynes

Gegen Ende der 1980er-Jahre hatte das stark von der Fischerei abhängige Bugøynes eine schwere wirtschaftliche Krise. Im Jahr 1987 ging der Fischereibetrieb, der größte Arbeitgeber, in Konkurs. Zuvor hatte der Trawler, der bis dahin seine Fänge im Hafen von Bugøynes abliefern musste, von den Behörden die Erlaubnis erhalten, auch andere Häfen anzusteuern. Im Jahr 1989 finanzierten die Dorfbewohner eine Anzeige in der norwegischen Zeitung Dagbladet, in der sie nach einem südnorwegischen Ort suchten, der die rund 300 Bewohner aufnehmen könne. Mithilfe der Anzeige wollten die Einwohner Aufmerksamkeit für ihre Situation erregen. Die Aktion führte zu internationalem Medieninteresse, die wirtschaftliche Lage blieb aber weiter angespannt.
In den 1990er-Jahren tauchten Königskrabben in den Gewässern der Region auf. Die nordpazifische, invasive Art war aus russischen Gewässern in den Varangerfjord eingewandert. Nachdem die Krabben bei den Fischern zunächst zu Verlusten führten, da sie die Fangnetze zerstörten, begannen die Einwohner damit, die Tiere zu fangen und ins Ausland zu exportieren. Durch die Königskrabben gelang es dem Fischerdorf schließlich, sich wirtschaftlich wieder zu stabilisieren. Die Krabbenfischerei führte zudem vermehrt Touristen in den Ort.
Die Einwohnerzahl der Ortschaft ist rückläufig. Im Jahr 1999 lebten 280 Personen in Bugøynes. Im Jahr 2019 fiel die Zahl der Einwohner schließlich auf unter 200 Personen.

## Sprache
Bis in die 1960er-Jahre sprachen fast alle Einwohner des Dorfes eine lokale Variante der finnischen Sprache. Diese Variante ist insbesondere im Fischerei-Wortschatz von norwegischen Begriffen geprägt. In den 1960er-Jahren setzte sich in Bugøynes die norwegische Sprache bei den Kindern zunehmend als Muttersprache durch. Im Jahr 2000 sprachen noch rund 60 % der Einwohner Finnisch, was Bugøynes zum am stärksten finnisch geprägten Ort Norwegens machte. Viele Einwohner haben finnische Nachnamen.

## Verkehr
Der Fylkesvei 8112 führt aus dem Westen entlang der Küste nach Bugøynes, wo er endet. Im Westen mündet die Straße außerhalb der Kommune Sør-Varanger in die Europastraße 6 (E6), die die Anbindung an Kirkenes herstellt. Bis in die 1960er-Jahre gab es keine Straßenverbindung nach Bugøynes.

## Religion
Die Kapelle in Bugøynes wurde im Jahr 1989 fertiggestellt. Sie wurde aus Holz erbaut.